# Dicranomyia pudica
Dicranomyia pudica är en tvåvingeart som beskrevs av Osten Sacken 1860. Dicranomyia pudica ingår i släktet Dicranomyia och familjen småharkrankar. Inga underarter finns listade i Catalogue of Life.